# Mono (departamento)
Mono é um departamento do Benim. Sua capital é a cidade de Lokossa. É dos departamentos menos habitados do país, concentrando apenas 5% da população.

## Comunas
- Athiémè
- Bopa
- Comè
- Grand-Popo
- Houéyogbé
- Lokossa

## Demografia
| 2002   | 2013   | Taxa de variação intercensitária |
| 360037 | 497243 | 2,90%                            |